# Aspidelaps
Aspidelaps es un género de serpientes venenosas de la familia Elapidae que se distribuyen por África Austral.

## Especies
Se reconocen las dos siguientes según The Reptile Database:
- Aspidelaps lubricus (Laurenti, 1768)
- Aspidelaps scutatus (Smith, 1849)